# Seraina Plotke

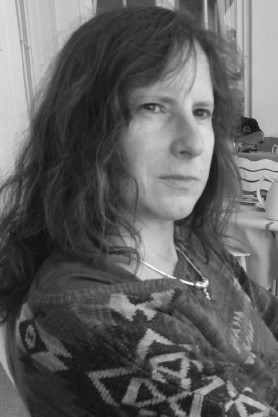
Seraina Plotke, 2020

Seraina Plotke (* 18. Juli 1972 in Olten; † 27. Oktober 2020 in Basel) war eine Schweizer Literaturwissenschaftlerin, germanistische Mediävistin und Neulatinistin. Sie hatte von 2019 bis zu ihrem frühen Tod eine Professur für Germanistische Mediävistik an der Otto-Friedrich-Universität Bamberg inne.

## Werdegang
Plotke studierte von 1992 bis 1999 Germanistik, Latinistik und Philosophie an der Universität Basel. In den Folgejahren war sie wissenschaftliche Mitarbeiterin in zwei interdisziplinären Basler Forschungsprojekten. In dieser Zeit entstand ihre Dissertation zu frühneuzeitlichen Figurengedichten, mit der sie im Jahr 2005 promoviert wurde. Anschließend war sie an den Universitäten in Basel und Freiburg als wissenschaftliche Assistentin tätig, bevor sie sich im Jahr 2012 habilitierte und ihr eine doppelte Venia legendi verliehen wurde, nämlich für die Deutsche Literatur des Mittelalters und der Frühen Neuzeit sowie für Neulatein. Sie war für die Schweiz als National Representative der internationalen Society for Emblem Studies mit Sitz in Utrecht tätig. Von 2013 bis 2019 war sie Hochschuldozentin für Germanistische Mediävistik in Basel. Im Sommer 2019 nahm sie den Ruf an die Otto-Friedrich-Universität Bamberg an. Seraina Plotke verstarb am 27. Oktober 2020 nach kurzer schwerer Krankheit. Sie war mit dem Germanisten Alexander Honold verheiratet.

## Forschung
Schwerpunkte ihrer Forschung waren die Buch- und Mediengeschichte, die Antikenrezeption sowie Historische Semantik, Narratologie und Gender Studies. Bereits als wissenschaftliche Mitarbeiterin arbeitete sie interdisziplinär, zunächst im Projekt Zivilisationstheorie, Diskursanalyse, Geschlechtergeschichte. Mittelalterliche Erziehungsschriften für rechtes Verhalten im Kloster, am Hof und im städtischen Milieu (2001–2003), dann bei der mediengeschichtlichen Erforschung der Opera poetica Basiliensia (2003–2005) und später im DFG-Netzwerk Humanistische Antikenrezeption und frühneuzeitliche Poetik in Deutschland (2012–2016).
Plotke realisierte seit 2007 mehrere Forschungsvorhaben und Tagungen, die von dem Schweizerischen Nationalfonds (SNF) finanziert wurden. Das auf drei Jahre angelegte und ebenfalls vom SNF unterstützte Projekt zu Sebastian Brant im Schnittfeld frühneuzeitlicher Textkulturen konnte sie beginnen, aber nicht mehr vollenden. Dies gilt auch für eine geplante Online-Edition von Konrads von Würzburg Partonopier und Meliur. Ihre Edition des Herzog Ernst in der lateinischen Prosafassung C und einer textnahen deutschen Übersetzung erschien postum im Jahr 2021.
Die Nachrufe heben ihre Expertise und ihren Scharfsinn hervor. Man geht davon aus, dass „ihre Publikationen insbesondere zur visuellen Poesie, zur mittelalterlichen und frühneuzeitlichen Buchkultur und zur Narratologie auch in Jahrzehnten noch rezipiert werden“. Betont wird darüber hinaus Seraina Plotkes großes Engagement für den wissenschaftlichen Nachwuchs, den sie für die Wissenschaft zu begeistern gewusst habe.

## Schriften

### Monographien
- Gereimte Bilder. Visuelle Poesie im 17. Jahrhundert. Fink, Paderborn, München 2009, ISBN 978-3-7705-4404-2. (Zugleich: Dissertation)
- Die Stimme des Erzählens. Mittelalterliche Buchkultur und moderne Narratologie. V & R Unipress, Göttingen 2017, ISBN 978-3-8471-0592-3.
- Semantic Traces of Social Interaction from Antiquity to Early Modern Times. Historical conversatio. Cambridge Scholars Publishing, Newcastle upon Tyne 2017.

### Herausgeberschaften (Auswahl)
- Ein Emblembuch – avant la lettre. Daniel Agricola, Vita Beati (1511). Fotografischer Nachdruck des lateinischen Werks mit synoptischer Beigabe einer neuhochdeutschen Übersetzung sowie der Transkription des frühneuhochdeutschen Drucks. Schwabe, Basel 2012. ISBN 978-3-7965-2836-1.
- mit Alexander Ziem: Sprache der Trauer. Verbalisierungen einer Emotion in historischer Perspektive (= Sprache – Literatur und Geschichte. Band 45). Winter, Heidelberg 2014, ISBN 978-3-8253-6090-0.
- mit Stefan Seeber: Parodie und Verkehrung. Formen und Funktionen spielerischer Verfremdung und spöttischer Verzerrung in Texten des Mittelalters und der Frühen Neuzeit (= Encomia Deutsch. Band 3). V & R Unipress, Göttingen 2016, ISBN 978-3-8471-0664-7.
- mit Petra Schierl: De mulieribus claris. Gebildete Frauen – bedeutende Frauen – vergessene Frauen. (= Gender studies in den Altertumswissenschaften. Band 9). WVT Wissenschaftlicher Verlag, Trier 2020, ISBN 978-3-86821-871-8.
- Herzog Ernst C. Lateinisch – Deutsch. Nach dem Text von Thomas Ehlen übersetzt und mit Anmerkungen versehen von Beno Meier und Seraina Plotke. A. Francke, Tübingen 2021, ISBN 978-3-7720-8583-3.